# Trichocera brumalis
Trichocera brumalis är en tvåvingeart som beskrevs av Fitch 1847. Trichocera brumalis ingår i släktet Trichocera och familjen vintermyggor. Inga underarter finns listade i Catalogue of Life.